# Carter Capps
Pour les articles homonymes, voir Lewis et Capps.
Carter Lewis Capps (né le 7 août 1990 à Kinston, Caroline du Nord, États-Unis) est un lanceur de relève de la Ligue majeure de baseball.
Après 4 saisons dans les majeures, il rate la saison 2016 en raison d'une blessure.

## Carrière

### Mariners de Seattle
Carter Capps est un choix de troisième ronde des Mariners de Seattle en juin 2011. Il est le deuxième joueur sélectionné durant le repêchage amateur de 2011 à faire ses débuts dans le baseball majeur après Trevor Bauer lorsqu'il joue son premier match avec les Mariners le 3 août 2012. Il effectue 18 présences en relève pour les Mariners en 2012 et lance 25 manches au total, enregistrant 28 retraits sur des prises. Sa moyenne de points mérités s'élève à 3,96.
Capps remporte sa première victoire dans les majeures le 18 avril 2013 dans un gain des Mariners sur les Tigers de Détroit. En 11 parties pour Seattle en 2013, il affiche une moyenne de points mérités de 5,49 et enregistre 66 retraits sur des prises en 59 manches lancées. Il termine l'année avec 3 victoires et autant de défaites.

### Marlins de Miami
Le 13 décembre 2013, Capps est échangé aux Marlins de Miami contre le joueur de premier but Logan Morrison.
En 31 manches lancées en 2015, sa seconde saison chez les Marlins, Capps réussit 58 retraits sur des prises pour une moyenne exceptionnelle de 16,8 par 9 manches lancées. Il n'accorde que 5 points dont 4 mérités pour une moyenne de points mérités d'à peine 1,16 en 30 matchs des Marlins.
En mars 2016, Capps subit une opération Tommy John pour réparer un ligament endommagé dans son coude droit, ce qui doit lui faire rater toute la saison 2016.

### Padres de San Diego
Avec le lanceur droitier Jarred Cosart, le joueur de premier but des ligues mineures Josh Naylor et le lanceur droitier des mineures Luis Castillo, Carter Capps est échangé des Marlins de Miami aux Padres de San Diego le 29 juillet 2016 en retour des lanceurs droitiers Andrew Cashner, Tayron Guerrero et Colin Rea.

### Style
La motion de Carter Capps est notable pour le bond qu'il effectue durant celle-ci. Après avoir appuyé son pied droit contre la plaque qui se trouve sur le monticule du lanceur, il projette son corps vers l'avant et effectue un bond qui l'amène plus avant sur le monticule, réduisant ainsi la distance entre lui et le frappeur d'environ 30 centimètres.
La légitimité de ce style a été questionnée, puisqu'il est plus près du frappeur au moment de décocher son tir. En avril 2015 chez les Zephyrs de La Nouvelle-Orléans, un club mineur, les deux premiers lancers de Capps sont jugés illégaux par l'arbitre et sont par conséquents automatiquement considérés comme des balles. L'entraîneur demande alors à Capps de compléter un but-sur-balles intentionnel avant de le retirer du match et de contacter la MLB afin d'obtenir des précisions sur la légitimité ou non de ce style. La ligue considère « légale » cette façon de faire unique, puisqu'il traîne son pied arrière sur le monticule, restant en contact avec le sol, plutôt que de réellement effectuer un saut. Le lanceur Jordan Walden, qui l'a précédé dans les majeures, présente un style rapellant vaguement celui de Capps, en beaucoup moins prononcé.